# 킥 (축구)

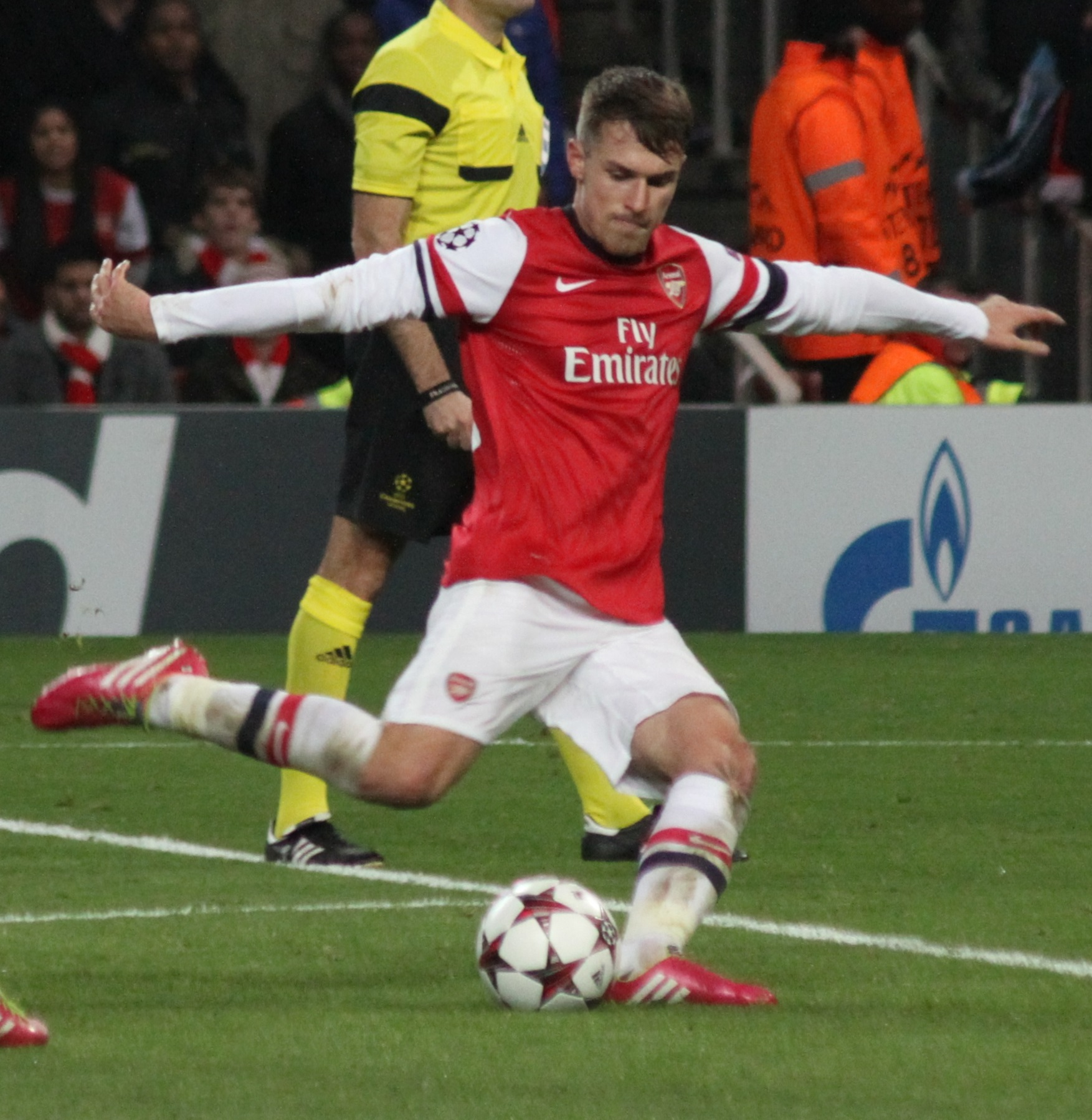
아스널의 에런 램지가 킥하고 있다.

킥(Kick)은 축구에서 발로 공을 차는 기술을 말한다. 킥은 축구 경기의 결과를 결정 짓는 '골'을 넣는 주요 수단 중 하나이기에 정확성있고 강한 킥은 경기를 한순간에 바꿀 수도 있는 매우 중요한 기술이다.

## 종류
공을 찰 때, 발의 부위에 따라 킥이 다르다.
- 아웃프런트 킥 (Outfront kick): 발등 바깥쪽으로 차며, 단·중·장거리 패스나 슛에 사용된다. 멀리 보낼 수 있으며, 변화 동작을 속일 수 없다.
- 인사이드 킥 (Inside of the foot kick, Push Kick)：발 안쪽으로 차며, 짧은 패스에 이용한다. 공의 방향을 예측당하기 쉽다.
- 인스텝 킥 (Instep kick): 발등으로 차며, 멀리 패스하거나 슛할 때 적절하다. 인사이드 킥보다 약간 부정확하다.
- 인프런트 킥 (Infront kick): 발등 안쪽으로 멀리 차거나 휘어 차고자 할 때 사용한다. 인사이드 킥보다 부정확하다.
- 아웃사이드 킥: 발 바깥쪽으로 차며, 동작을 속일 수 있으나 강도가 약하다. 단거리 패스나 슛에 이용된다.
- 토 킥 (Toe kick): 발끝으로 차며, 순간적인 킥이 필요할 때 이용된다. 부정확하고 불안정하다.
- 힐 킥 (Heel kick): 발 뒤꿈치로 차며, 뒤로의 짧은 패스에 사용된다. 동작은 속일 수 있으나, 부정확하고 불안정하다.
- 바이시클 킥 (Bicycle kick)
- 바나나 킥 (Banana kick)
- 라보나 킥 (Rabona)

## 같이 보기
- 크로스
- 골